# 遠山暉男

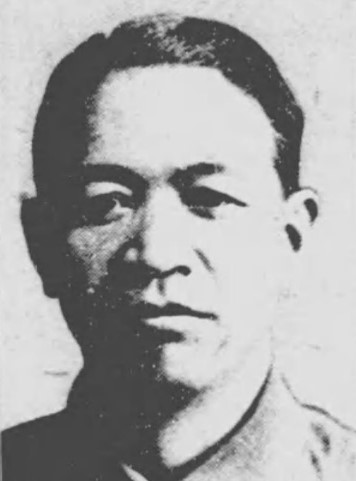
遠山暉男

遠山 暉男（とおやま / とうやま てるお、1893年（明治26年）9月1日 - 1957年（昭和32年）1月11日）は、日本の教育者、実業家、政治家。衆議院議員、埼玉県北足立郡横曽根村長。旧姓・磯部。

## 経歴
埼玉県秩父郡白鳥村（現:秩父郡長瀞町）で、豪農・磯部春吉の二男として生まれる。1915年、埼玉県師範学校を卒業。
卒業後、北足立郡横曽根尋常小学校訓導、蕨小学校長を務めた。北足立郡横曽根村（現:川口市）の遠山善之助の養子となり、教職を退任。
横曽根村助役、同村長、埼玉県会議員、同副議長、同議長、川口市会議員、同議長などを務めた。1942年4月、第21回衆議院議員総選挙（翼賛選挙）で埼玉県第一区から翼賛政治体制協議会の推薦を受け出馬して当選し、衆議院議員を一期務めた。この間、大政翼賛会埼玉県支部常務委員、同理事、埼玉県翼賛壮年団顧問、翼賛政治会政調商工委員、同文部兼務委員などを歴任した。
また、1937年から鋳物業を営み、日本鉄鋼工業取締役を務めた。
戦後、推薦議員のため、公職追放となる。後に追放解除となったが、再び立候補することはなかった。